# Langona warchalowskii
Langona warchalowskii är en spindelart som beskrevs av Wesolowska 2007. Langona warchalowskii ingår i släktet Langona och familjen hoppspindlar. Inga underarter finns listade i Catalogue of Life.